# António Rodrigues Centeno
António Rodrigues Centeno foi um Governador Civil de Faro entre 12 de Maio de 1886 e 28 de Julho de 1887.